# Saint-Jean-le-Vieux, Ain
Saint-Jean-le-Vieux är en kommun i departementet Ain i regionen Auvergne-Rhône-Alpes i östra Frankrike. Kommunen ligger  i kantonen Poncin som ligger i arrondissementet Nantua. Kommunens areal är 15,33 km². År 2022 hade Saint-Jean-le-Vieux 1 799 invånare.

## Befolkningsutveckling
Antalet invånare i kommunen Saint-Jean-le-Vieux
Referens: INSEE